# Alberto Iglesias (Uruguay)
Alberto Walter Iglesias Rodríguez (Montevideo, 1953) es un empresario y político uruguayo perteneciente al Partido Colorado.

## Biografía
Casado, tiene dos hijos, Alberto y Alfonso.
En la actividad privada, se desempeñó como gerente de la empresa Chapasfalt S.A. (sector de la construcción y del papel) y luego en la industria del automóvil, en Oferol S.A. (representante en Uruguay de Citroën). Actualmente es asesor de empresas exportadoras.

## Actividad política
Actual Secretario General del Partido Colorado en el Departamento de Canelones. Líder del sector nacional Uruguay es Posible. 
Fue estrecho asesor del líder de la Unión Colorada y Batllista, Jorge Pacheco Areco desde 1982, en las elecciones de 1984, 1989 y 1994.
Se desempeñó como Director Nacional de Industrias en el Ministerio de Industria, Energía y Minería (1990-1994).
En las elecciones de 1994 fue elegido diputado suplente de Jorge Pacheco Klein; al renunciar este a la banca, ingresó al Parlamento, ocupando el escaño hasta febrero de 2000. En ese año ingresó al directorio del Banco de Seguros del Estado, ocupando la presidencia de la Institución hasta 2003. 
En las internas de 2004 fue precandidato por su partido; y en los comicios de octubre se postuló al Senado, obteniendo una magra votación y no siendo electo. También siguió abocándose a la renovación del partido y el fortalecimiento de la democracia interna.
Integran su sector el economista Julio de Brun y el empresario y periodista Julio Sánchez Padilla.
De cara a las elecciones internas de 2009, con su sector acompañaron la precandidatura presidencial de Pedro Bordaberry.
Actualmente ocupa un sillón en el CEN colorado.
En septiembre de 2012, Iglesias se acercó al sector ProBa, con vistas a las internas de 2014. Desde allí, los sectores Uruguay es Posible y ProBA conformaron un nuevo sector a nivel nacional denominado Batllistas de Ley